# Барткус, Стасис Йонович
Стасис Ионович Барткус (1929 — 2012) — первый секретарь Пасвальского райкома КП Литвы, Герой Социалистического Труда (1984).
Родился в 1929 г. в Будосе (Радвилишкский дистрикт). Член КПСС с 1957 г.
Окончил агрономический факультет Литовской сельскохозяйственной академии (1954) и Высшую партийную школу при ЦК КПСС (1970).
С 1954 г. работал агрономом, заместителем председателя Зарасайского райисполкома — начальником управления сельского хозяйства.
В 1967—1970 на учёбе в ВПШ.
С 1970 г. первый секретарь Пасвальского райкома КП Литвы.
Герой Социалистического Труда (14.12.1984). Заслуженный агроном Литовской ССР (1979).
С 1971 года член ЦК КП Литвы. С 1975 г. депутат Верховного Совета Литовской ССР.